# St. Fagans
St. Fagans är en ort och community strax väster om staden Cardiff i Storbritannien.   Den ligger i kommunen Cardiff och riksdelen Wales, i den södra delen av landet, 220 km väster om huvudstaden London.